# La spia (film 1931)
La spia (The Spy) è un film del 1931 diretto da Berthold Viertel.

## Produzione
Il film fu prodotto dalla Fox Film Corporation.

## Distribuzione
Distribuito dalla Fox Film Corporation, uscì nelle sale cinematografiche USA il 26 aprile 1931.